# 약학박사
약학박사(藥學博士)는 대학원 관련 학위이다. 이 학위로써 약사 및 약학대학 예하 교수직원 직위를 지내는 것이 대표적이다.